# Ligny-en-Cambrésis
 Ligny-en-Cambrésis  es una población y comuna francesa, en la región de Norte-Paso de Calais, departamento de Norte, en el distrito de Cambrai y cantón de Clary.

## Demografía
| 2134 | 2034 | 1914 | 1711 | 1652 | 1658 |
| Para los censos de 1962 a 1999 la población legal corresponde a la población sin duplicidades (Fuente: INSEE [Consultar]) |      |      |      |      |      |